# Löffelspitze
La Löffelspitze est une montagne qui s’élève à 3 190 m d’altitude dans les Hohe Tauern, en Autriche.